# Pius Riana Prapdi
Pius Riana Prapdi (ur. 5 maja 1967 w Painiai) – indonezyjski duchowny katolicki, biskup diecezjalny Ketapang od 2012.

## Życiorys
Święcenia kapłańskie otrzymał 8 lipca 1995 i został inkardynowany do archidiecezji Semarang. Był m.in. dyrektorem centrum edukacyjnego, dyrektorem diecezjalnej Caritas oraz wikariuszem generalnym archidiecezji (w latach 2009-2010 pełnił funkcję jej administratora).
25 czerwca 2012 papież Benedykt XVI mianował go biskupem diecezjalnym Ketapang. 9 września 2012 z rąk biskupa Blasiusa Pujoraharja przyjął sakrę biskupią.